# ジェラール・パシ
ジェラール・パシ（Gérald Passi, 1964年1月21日 - ）は、フランス・アルビ出身の元同国代表サッカー選手。MF。

## 来歴
1990-91シーズンのクープ・ドゥ・フランス決勝、オリンピック・マルセイユ戦ではラモン・ディアスのアシストから決勝ゴールを決め、優勝に貢献した。
ASモナコ時代の監督、アーセン・ベンゲルに誘われ、1995年に名古屋グランパスエイトに入団。名古屋ではストイコビッチ、デュリックス、トーレスの3人の外国人選手がチームの主軸となっていたためパシは完全なレギュラーではなかったが、4月26日のヴェルディ川崎戦でJリーグ初ゴールを決めるなど、25試合に出場し3得点を挙げた。
引退後はインテリアデザイナーや輸入品店を経営する実業家としての道を歩んでいたが、2009年から再びサッカーの世界へ戻り、ビジャレアルCFやOGCニース、ASモナコといったクラブでスカウトを務めた。

## 所属クラブ
- 1981年-1985年  モンペリエHSC
- 1985年-1990年  トゥールーズFC
- 1990年-1992年  ASモナコ
- 1992年-1995年  ASサンテティエンヌ
- 1995年  名古屋グランパスエイト

## 個人成績
| 国内大会個人成績 | 国内大会個人成績 | 国内大会個人成績 | 国内大会個人成績 | 国内大会個人成績 | 国内大会個人成績 | 国内大会個人成績 | 国内大会個人成績 | 国内大会個人成績 | 国内大会個人成績 | 国内大会個人成績 | 国内大会個人成績 |
| 年度             | クラブ           | 背番号           | リーグ           | リーグ戦         | リーグ戦         | リーグ杯         | リーグ杯         | オープン杯       | オープン杯       | 期間通算         | 期間通算         |
| 年度             | クラブ           | 背番号           | リーグ           | 出場             | 得点             | 出場             | 得点             | 出場             | 得点             | 出場             | 得点             |
| 日本             | 日本             | 日本             | 日本             | リーグ戦         | リーグ戦         | リーグ杯         | リーグ杯         | 天皇杯           | 天皇杯           | 期間通算         | 期間通算         |
| ---------------- | ---------------- | ---------------- | ---------------- | ---------------- | ---------------- | ---------------- | ---------------- | ---------------- | ---------------- | ---------------- | ---------------- |
| 1995             | 名古屋           | -                | J                | 25               | 3                | -                | -                |                  |                  |                  |                  |
| 通算             | 日本             | 日本             | J                | 25               | 3                | 0                | 0                |                  |                  |                  |                  |
| 総通算           | 総通算           | 総通算           | 総通算           | 25               | 3                | 0                | 0                |                  |                  |                  |                  |

## 代表歴
- フランス代表
  - EURO1988予選（6試合）
  - FIFAワールドカップ1990ヨーロッパ地区予選（2試合）

### 試合数
- 国際Aマッチ 11試合 2得点（1987年-1988年）[3]

| フランス代表 | 国際Aマッチ | 国際Aマッチ |
| 年           | 出場        | 得点        |
| ------------ | ----------- | ----------- |
| 1987         | 4           | 0           |
| 1988         | 7           | 2           |
| 通算         | 11          | 2           |